# Carex caxinensis
Espèce
Classification phylogénétique
Carex caxinensis est une espèce des plantes du genre Carex et de la famille des Cyperaceae.